# Tommaso Giacomel
Tommaso Giacomel (* 5. dubna 2000 Sterzing) je italský biatlonista, který od roku 2020 pravidelně nastupuje v závodech světového poháru.
Biatlonu se věnuje od roku 2013. Do světového poháru vstoupil poprvé v únoru 2020 sprintem v Novém Městě na Moravě. 
Ve své dosavadní kariéře vyhrál ve světovém poháru jeden individuální závod, když triumfoval v závodě s hromadným startem v Ruhpoldingu v lednu 2025. Několikrát vystoupal na stupně vítězů s italskou štafetou.

## Výsledky

### Olympijské hry a mistrovství světa
| Sezóna  | Akce | Místo                | SP  | SZ  | HZ  | IZ  | ŠT | SŠT | SZD | Věk    |
| ------- | ---- | -------------------- | --- | --- | --- | --- | -- | --- | --- | ------ |
| 2020/21 | MS   | Pokljuka             | –   | –   | –   | 70. | 6. | –   | –   | 20 let |
| 2021/22 | ZOH  | Peking               | 61. | –   | –   | –   | 7. | –   | ×   | 21 let |
| 2022/23 | MS   | Oberhof              | 17. | 43. | 28. | 17. | 7. | 2.  | 3.  | 22 let |
| 2023/24 | MS   | Nové Město na Moravě | 15. | 20. | 15. | 45. | 6. | 10. | 2.  | 23 let |
| 2024/25 | MS   | Lenzerheide          | 5.  | 5.  | 6.  | 2.  | 5. | 7.  | 7.  | 24 let |

Poznámka: Výsledky z olympijských her se do hodnocení světového poháru nezapočítávají; výsledky z mistrovství světa se dříve započítávaly, od mistrovství světa v roce 2023 se nezapočítávají.

## Vítězství v závodech světového poháru a na mistrovství světa

### Individuální
| Č. | sezóna    | datum          | místo               | disciplína                |
| -- | --------- | -------------- | ------------------- | ------------------------- |
| 1. | 2024/2025 | 19. ledna 2025 | Ruhpolding, Německo | závod s hromadným startem |